# Messalianisme
Het Messalianisme was een beweging uit de 4e eeuw in de christelijke kerk. De letterlijke vertaling voor Messalianen is 'bidders'; zij stonden dan ook bekend om hun vele bidden. Een synode in 390 die zich tegen het Messalianisme uitsprak, noemde ze Eustathianen.  Nog andere namen waaronder ze bekend werden waren Euchieten of Euphemieten. Door tegenstanders werden zij 'Enthousiasten' genoemd, net als Montanisten in de tweede eeuw na Christus. Dit werd gebruikt om aan te geven dat men vermoedde dat ze niet door de Heilige Geest maar door een demon werden geleid.

## Gebruiken en kenmerken
Het Messalianisme wordt gezien als een charismatische opwekkingsbeweging van 3e- en 4e-eeuwse Syrisch-ascetische bodem. Messalianen lieten hun wereld, inclusief familie en bezittingen, achter zich om met 'kuise' mannen en vrouwen rondzwervend te zingen en te bidden. Ze kenden een geestelijk huwelijk, en na de verkettering had de orthodoxe kerk moeite om deze gewoonte, dat geestelijken met een kuise, aan God gewijde, maagd mochten samenleven, uit te bannen. Deze was dus ook overgenomen door anderen in de kerk.

## Buitenstaanders
Messalianen zijn in bronnen vaak negatief beschreven. Een van de oudste bronnen, Epiphanius, beschrijft hen als heidenen, omdat ze christelijke gebruiken met die van heidense Syrische godsdiensten hadden vermengd. Zo geloofden de Messalianen dat elke mens, ook na de doop met de Heilige Geest, een demon in zich had die men door middel van ascese en bidden uit het lichaam moest zien te krijgen. De geleerde Eusebius van Caesarea schrijft verder dat de Messalianen door vrijwillige armoede 'recht proberen te krijgen' op een plaats in de hemel. Hierdoor konden ze geen aalmoezen meer geven, maar in meerdere bronnen komt terug dat ze zelf als zwervers hun handen ophielden voor een aalmoes. Ook werden er Messalianen beschreven die dag en nacht door baden; dit werd ook als reden gegeven waarom ze tegen werken waren. Ze hielden 's nachts bijeenkomsten waar ze ook baden en zelf gecomponeerde liederen zongen. Later begonnen ze ook te vasten.